# Bulbophyllum mentiferum
Bulbophyllum mentiferum är en orkidéart som beskrevs av Johannes Jacobus Smith. Bulbophyllum mentiferum ingår i släktet Bulbophyllum och familjen orkidéer.
Artens utbredningsområde är Sumatera. Inga underarter finns listade i Catalogue of Life.